# Margaret Murie

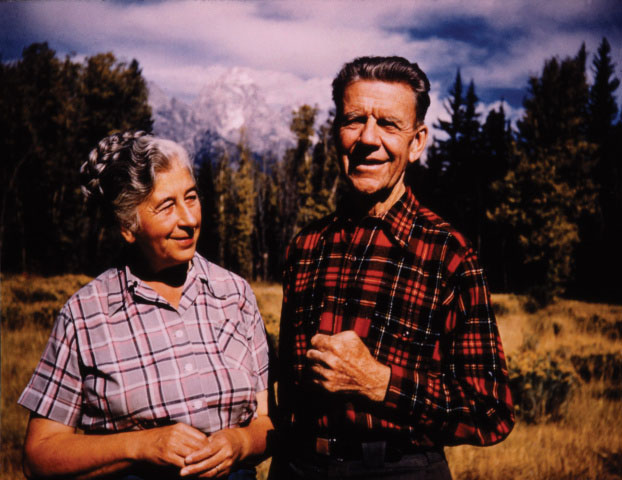
Margaret en Olaus Murie in de omgeving van hun huis in het Tetongebergte.

Margaret Thomas Murie (Seattle, 18 augustus 1902 – Moose, 19 oktober 2003) was een Amerikaans natuurvorser, avonturier, schrijver en natuurbeschermer. Samen met haar echtgenote Olaus Murie ijverde ze voor de bescherming van wildernis in de Verenigde Staten, wat onder andere resulteerde in de Wilderness Act van 1964. Ook na de dood van Olaus in 1963 bleef Margaret actief als adviseur van natuurbeschermingsorganisaties en als schrijver van brieven en artikels, onder het pseudoniem Mardie Murie. Haar levenslange inzet voor de natuur leverden haar de Audubon Medal, de John Muir Award en de Presidential Medal of Freedom op. Margaret Murie stierf op 101-jarige leeftijd.
- CiNii: DA1226729X
- Gemeinsame Normdatei: 1283965070
- International Standard Name Identifier: 0000 0000 8433 2686
- Library of Congress Control Number: n79103884
- Bibliotheek van het Japanse parlement: 00472042
- Nationale Bibliotheek van Israël: 987007274383905171
- SNAC: w61z6f2b
- Système universitaire de documentation: 066933641
- Virtual International Authority File: 370149294292380521423